# Neoleptoneta novaegalleciae
Neoleptoneta novaegalleciae är en spindelart som beskrevs av Brignoli 1979. Neoleptoneta novaegalleciae ingår i släktet Neoleptoneta och familjen Leptonetidae. Inga underarter finns listade i Catalogue of Life.